# Alacrán enamorado
Pour plus de détails, voir Fiche technique et Distribution.
Alacrán enamorado est un film dramatique espagnol écrit et réalisé par Santiago Zannou et sorti en 2013.

## Synopsis
À Barcelone, un nazillon (González) tombe amoureux d'une maghrébine (Diakhate).

## Fiche technique
- Titre original : Alacrán enamorado
- Réalisation : Santiago Zannou
- Scénario : Santiago Zannou d'après le roman de Carlos Bardem
- Direction artistique : Llorenç Miquel
- Décors :
- Costumes : Manuel Bonillo et Irene Orts
- Montage : Fernando Franco et Jaume Martí
- Musique : Woulfrank Zannou
- Photographie :
- Son :
- Production : Álvaro Longoria
- Sociétés de production : Morena Films
- Sociétés de distribution :  Alta Films
- Budget :
- Pays d’origine :  Espagne
- Langue originale :
- Durée : 100 minutes
- Format :
- Genre : Drame
- Dates de sortie : 12 avril 2013

## Distribution

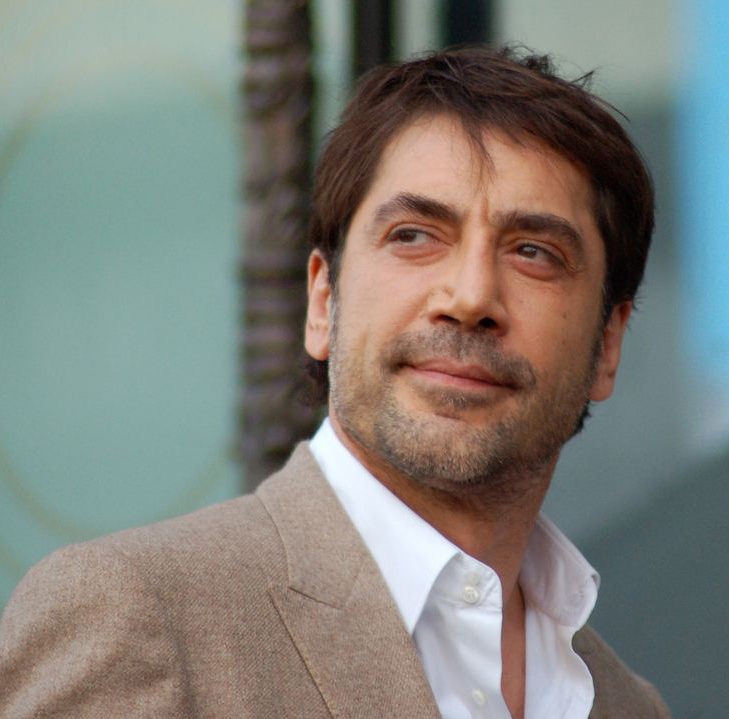
La star Javier Bardem, l'année de tournage du film.

- Álex González : Julián « Alacrán »
- Javier Bardem : Solís
- Judith Diakhate : Alyssa
- Carlos Bardem : Carlomonte
- Miguel Ángel Silvestre : Luis